# Arceina
Arceina (en euskera Artzeña) es un despoblado que actualmente forma parte del municipio de Condado de Treviño, en la provincia de Burgos, Castilla y León (España).

## Historia
Documentado desde 1025 (Reja de San Millán), estaba situado entre las localidades de Golernio y Meana.